# Ронне, Финн
Финн Ронне (англ. Finn Ronne, норв. Finn Rønne; 1899—1980) — американский полярный исследователь норвежского происхождения, участник и руководитель пяти экспедиций в Антарктиду и Арктику, известный исследованиями юго-западной части моря Уэдделла и открытием шельфового ледника Ронне — второго по площади шельфового ледника в мире. По его собственным словам, «последний из великих полярных исследователей» (англ. “the last of the great polar explorers”).

## Краткая биография
Финн Ронне родился 20 декабря 1899 года в Хортене (Норвегия) в семье Мартина Ронне (норв. Martin Rønne, 1861—1932) — путешественника, полярного исследователя, участника полярных экспедиций Руаля Амундсена к Южному полюсу (1910—1912), плавания северо-восточным проходом на судне «Мод» (1918—1920), первой антарктической экспедиции Ричарда Бёрда (1928—1930).
Закончил технический колледж Хортена по специальности инженер корабельных конструкций (проектирование корабельных котельных установок). В 1923 году эмигрировал в Соединённые Штаты Америки. Там он устроился на работу в сталелитейную компанию Bethlehem Steel (Нью-Джерси), а в 1924 году перебрался в Питтсбург, где следующие пятнадцать лет работал инженером в Westinghouse Electric. В 1929 году получил американское гражданство.
В 1933—1935 и 1939—1941 годах принял участие в антарктических экспедициях Ричарда Бёрда. Во время Второй мировой войны служил в ВМФ США. К концу войны дослужился до звания капитана. В 1946—1948 годах возглавил собственную исследовательскую антарктическую экспедицию, в которой его сопровождала супруга Эдит Ронне, ставшая вместе с Дженни Дарлингтон (англ. Jennie Darlington) — женой пилота экспедиции, первой женщиной, которая провела в Антарктиде зимовку.
В 1957—1958 годах в рамках проведения Международного геофизического года Ронне возглавил экспедицию в море Уэдделла, задачей которой было нанесение на карту многих неисследованных территорий Антарктиды и развертывание одной из семи американских полярных станций для проведения комплексных научно-исследовательских работ (операция Deep Freeze). В 1962 году он руководил небольшой частной экспедицией на Шпицберген, а в 1971 году — на шестидесятую годовщину достижения Амундсеном Южного полюса — посетил Антарктиду последний раз: вместе в супругой они побывали на полярной станции Амундсен-Скотт и стали первой семейной парой, побывавшей на Южном полюсе Земли.
В перерывах между полярными экспедициями Финн Ронне читал многочисленные лекции по полярной тематике, являлся консультантом ВМФ США, принял участие в организации первых коммерческих круизов к берегам Антарктиды, написал несколько книг — «Покорение Антарктики» (англ. Antarctic Conquest) (1949), «Antarctic Command» (1958), «Антарктическая экспедиция Ронне» (англ. Ronne Expedition to Antarctica) (1970), «Антарктика. Моя судьба» (англ. Antarctica, My Destiny) (1979). За свой огромный вклад в географические исследования и развитие науки, а также за военные заслуги он был награждён медалью за службу в Антарктике, памятной медалью за вторую антарктическую экспедицию Бёрда, орденом Легион почёта, орденом Святого Олафа, а также другими государственными наградами.
Финн Ронне умер 12 января 1980 года во сне от сердечной недостаточности в своем доме в Бетесде (штат Мэриленд). Похоронен на Арлингтонском национальном кладбище.
В честь Финна Ронне Американским клубом путешественников учреждена памятная награда (англ. The Finn Ronne Memorial Award), которая вручается за «индивидуальные заслуги в области полярных исследований в духе Финна Ронне».

## Путешествия в Антарктику
Страсть к полярным исследованиям передалась Финну Ронне от отца. Начиная с самой первой полярной экспедиции Мартина Ронне в 1909 году на Южный полюс под руководством Руаля Амундсена, Финн детально интересовался и пристально следил за всеми нюансами подготовки и проведения полярных путешествий. В 1932 году Ричард Бёрд пригласил Ронне-старшего принять участие в его второй антарктической экспедиции, но в том же году тот умер, и Финну, по его собственным словам, посчастливилось занять место отца и пойти по его стопам. Антарктическая экспедиция Бёрда 1933—1935 годов стала первой в его карьере путешественника.
По возвращении из экспедиции Бёрда Ронне начал планировать собственную полярную экспедицию и даже приобрёл некоторое количество собак для санных упряжек. Он поделился своими планами с Ричардом Блэком, коллегой по работе в экспедиции 1933—1935 годов. Блэк был в восторге от замыслов Ронне и даже написал доклад об организации экспедиции в Департамент природных ресурсов США, где работал. Со временем этот доклад попал на стол к президенту США Франклину Рузвельту, после знакомства с которым последним было принято решение об организации Исследовательской антарктической экспедиции США, ставшей более известной как 3-я экспедиция Бёрда (1939—1941) (позже в своих мемуарах Ронне называл Блэка узурпатором своей идеи, хотя реальные задачи экспедиции сильно отличались от первоначальных замыслов Финна). В этой экспедиции Ронне исполнял обязанности заместителя Ричарда Блэка — начальника так называемой «Восточной базы», организованной на острове Стонингтон в заливе Маргарет. Под руководством Ронне было совершено продолжительное 1264-мильное путешествие к югу от базы, в ходе которого было доказано, что Земля Александра I является островом и отделена от Антарктического полуострова проливом Георга VI. Поход продолжался 84 дня, было картографировано 500 миль (более 800 километров) западной береговой линии земли Палмера и Земли Александра I.
В 1946—1948 годах Финн Ронне возглавил собственную антарктическую экспедицию, целью которой было нанесение на карту неисследованной береговой линии моря Уэдделла в его юго-западной части, а также определение геологической взаимосвязи горных хребтов Куин-Мод и Земли Мэри Бэрд с горной цепью Антарктического полуострова. Организация этой экспедиции получила поддержку со стороны правительства, ряда государственных образовательных учреждений и влиятельных лиц, таких как Хьюберт Уилкинс, генерал Кёртис Лемей и Аллен Скейф (англ.  Allen Scaife) из семьи Меллон. Несмотря на многие трудности, задачи экспедиции были выполнены. Под руководством и при личном участии Ронне были исследованы и проведена аэрофотосъёмка более 250 000 квадратных миль Антарктиды (отсняты 14 000 фотографий), определены дальнейшие районы для проведения исследований (ещё более 1 миллиона квадратных километров), собраны важные сведения в области геологии, метеорологии и океанографии. Во время полётов над материком, общая продолжительность которых составила 346 часов, было исследовано побережье моря Уэдделла от Антарктического полуострова до Земли Котса, что послужило окончательным доказательством, что моря Росса и Уэдделла не сообщаются между собой, и Антарктида является единым материком, был открыт шельфовый ледник Ронне, получивший это название в честь Эдит Ронне — супруги Финна, сопровождавшей мужа в экспедиции.
Несмотря на все предпринятые усилия по организации ещё одной экспедиции, чтобы продолжить исследования шельфового ледника Ронне, Финн не посещал Антарктику вплоть до 1957 года. В 1957—1958 годах он был назначен руководителем экспедиции в море Уэдделла, задачей которой была организация одной из семи американских полярных исследовательских станций, развёртываемых в Антарктиде в рамках проведения Международного геофизического года (операция Дип-Фриз). Под его началом на шельфовом леднике Фильхнера была построена станция Элсуорт, которая из-за нестабильного состояния ледника и реальной угрозы для персонала проработала лишь до 1963 года и была заброшена.
Экспедиция 1957—1958 годов стала последней значительной в карьере Финна Ронне. Всего же, по мнению историков, он посещал Антарктиду не менее девяти раз (включая коммерческие круизы в Антарктиду, куда его приглашали в качестве лектора, а также посещение в 1971 году полярной станции Амундсен-Скотт).